# Tula (Włochy)
Tula – miejscowość i gmina we Włoszech, w regionie Sardynia, w prowincji Sassari.
Według danych na rok 2021 gminę zamieszkiwały 1469 osoby, 22,20 os./km².